# Хуан Ногес
Хуан Ногес (на испански: Juan Nogués) е испански футболист, вратар.

## Кариера
Хуан Ногес започва кариерата си в Торнатес. През 1930 г. той преминава в Барселона, където дебютира на 12 април, когато Барса прави 1:1 с Расинг Сантандер. По време на престоя си в Барселона, Ногес помага на клуба си да спечели 5-а каталунска шампионска титла.

### Национален отбор
Ногес играе в два отбора. В националния отбор на Каталуния, където играе редовно, той има 10 мача, включително и такъв срещу Испания. За Испания той изиграва 1 мач, на Световната купа от 1934 г., на четвъртфиналите Испания - Италия, като заменя контузения Рикардо Самора.